# Nevromus exterior
Nevromus exterior är en insektsart som beskrevs av Navás 1927. Nevromus exterior ingår i släktet Nevromus och familjen Corydalidae. Inga underarter finns listade i Catalogue of Life.